# Clwyd Theatr Cymru
El Clwyd Theatr Cymru conocido hasta 1998 como Theatr Clwyd, es un centro de arte regional situado a 1 milla (2 km) de Mold, Flintshire, en el noreste de Gales en el Reino Unido.
El complejo contiene cinco auditorios:
- El teatro de Anthony Hopkins (570 plazas).
- El Teatro de Emlyn Williams (espacio de estudio adaptable, hasta 250 plazas).
- El Estudio 2 (espacio de estudio adaptable, hasta 120 asientos)
- La sala de Clwyd (área multifuncional, con capacidad para 300 asientos).
- Cine (120 plazas).